# Peix sol
El peix sol, solet o perca sol (Lepomis gibbosus) és un dels membres de la família dels peixos sol (Centrarchidae) de l'ordre dels Perciformes. Provinent de Nord-amèrica, aquesta espècie en particular es coneix amb el nom de "Pumpkinseed" ("llavor de carbassa") en anglès per distingir-la d'altres centràrquids. Originalment la seva distribució estava restringida a la zona entre Nova Brunswick i Carolina del Sud, però actualment és una espècie invasora que s'ha estès arreu de les zones subàrtiques de tot el planeta.

## Morfologia

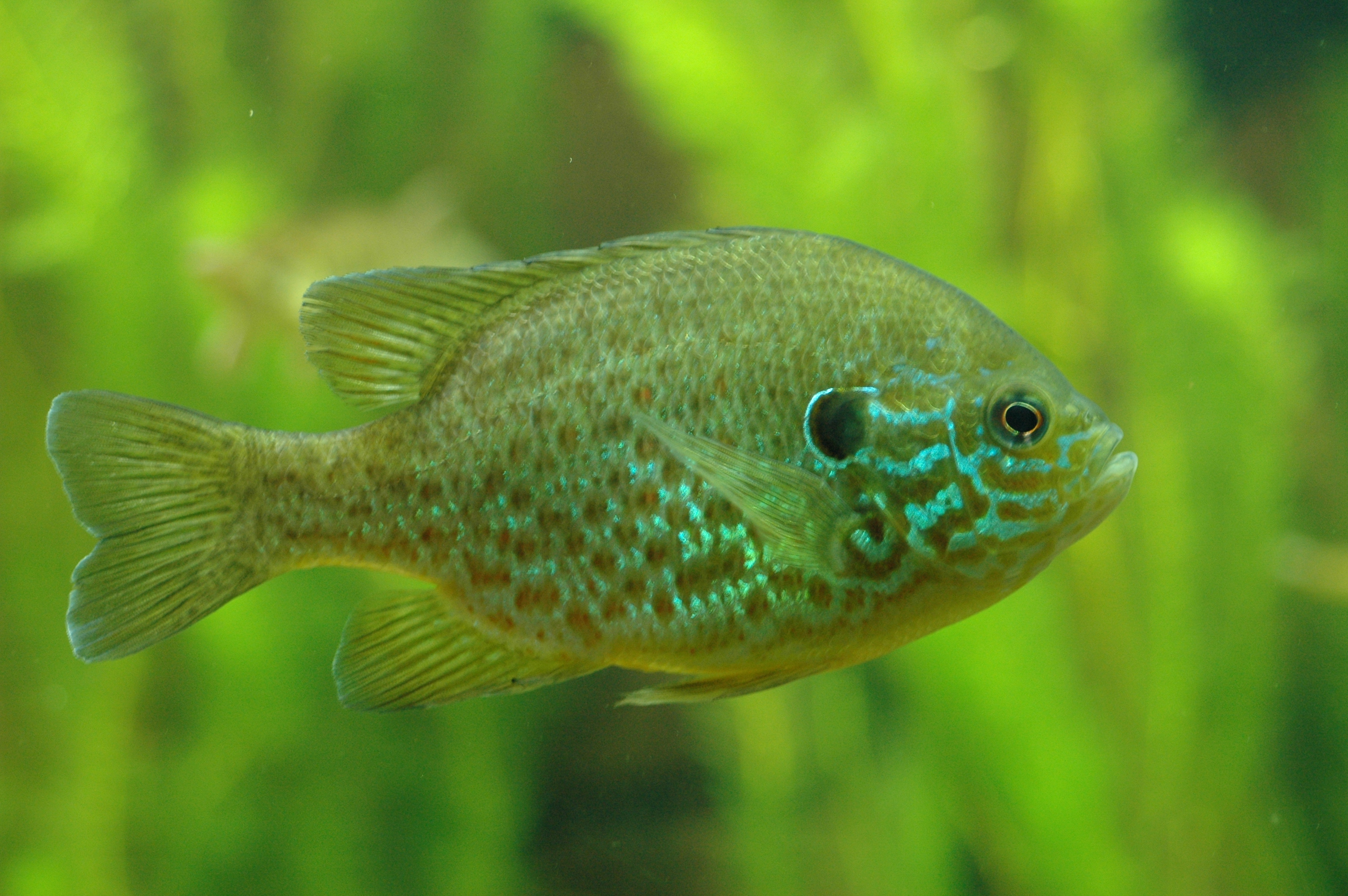
Exemplar de peix sol del Zoològic de Leipzig

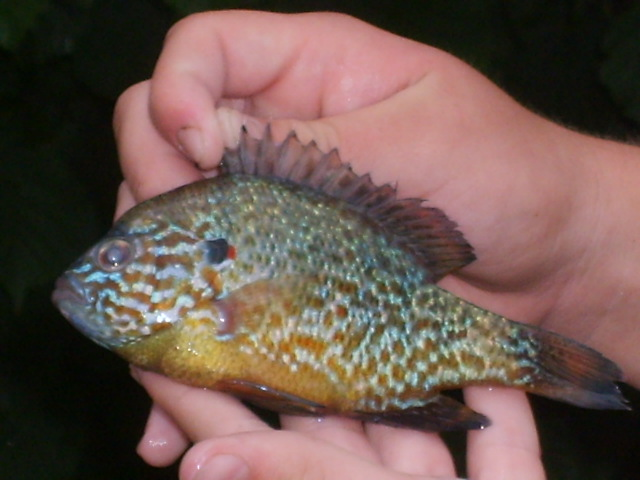
Peix sol

És un peix de cos alt però comprimit lateralment, amb una petita gepa situada a prop de la cua. Mesura d'uns 20cm a uns 40cm de llargada. El pes màxim al qual pot arribar és de 630g. Té una única aleta dorsal, amb radis espinosos a la part anterior i de tous ramificats en la posterior, amb una gran depressió en el centre. Les aletes pectorals són llargues i punxegudes. L'aleta dorsal està formada per 10 o 12 espines, i la segona està formada per un nombre igual de radis tous. Compta amb 3 espines a l'aleta anal seguides de 8 a 11 radis tous. Té una boca petita. Destaca molt a la vista la forma de l'opercle (tapa branquial), que té un extrem sortint arrodonit de grans dimensions sobre les aletes pectorals, que li dona una aparença de "peix amb orelles". En els laterals presenta dibuixos sinuosos formant fileres de color verd turquesa i taronges, el ventre és també de tons ataronjats. La coloració a la zona ventral és taronja o groga. Té uns tons de verd blaus i taronges, el ventre és de color ataronjat. Un dels tons més destacats és una taca negra que està envoltada de vermell. Els mascles tenen més visible les “orelles” que les femelles, ja que les dels mascles són més fosques. Per darrere dels opercles presenten una evident taca negra envoltada de vermell en els mascles i de taronja en les femelles. Els mascles són de colors més vistosos que les femelles. Arriben a la maduresa sexual als tres anys de vida.

## Distribució
Va ésser introduït als Països Catalans a principis del segle xx al llac de Banyoles junt amb altres espècies. Avui hi presenta una distribució molt discontínua.

## Ecologia
Prefereix aigües estancades o de poc corrent. També habita en llacs, llacunes, embassaments, basses, estanys, séquies de reg i recessos de rius. La seva alimentació es basa en invertebrats, però també s'alimenta d'alevins. Fins i tot s'ha especialitzat, en aquelles zones on ha estat introduït, a devorar els ous i larves d'altres espècies, raó per la qual és molt perjudicial per al medi ambient.
La reproducció ocorre entre els mesos de maig i juliol. A l'època de reproducció, els mascles es tornen molt territorials i construeixen, en zones somes de substrats tous, uns nius arrodonits que netegen de plantes, branques o qualsevol altre material. El mascle i una única femella neden en cercles dins el niu, alliberant ous i esperma. Després, el mascle es queda defensant els ous fecundats i els joves nounats, almenys fins que aquests fan 10 dies. Tot seguit, el mascle torna a construir un altre niu. Cada femella pot posar en una temporada un nombre molt variable de petits ou (de 500 fins a prop de 4.000). El mascle cuida dels seus ous i larves de forma paternal i els defensa amb un increïble afany i violència si és necessari.